# 미와 와사부로
미와 와사부로(三輪和三郞, 1884년 ~ 1968년)는 일본 제국 아이치현(愛知縣) 나카시마군(中島郡) 이나자와정(稻澤町) 나가노(長野) 출신의 고등계 경찰관이다.

## 생애
일본 아이치현 메이린중학교를 졸업하였다. 기병대 제3연대에 입대하였고 동 제17연대로 전속되었다. 1905년 10월 제13사단 기병 제17연대 소속으로 한국 수비를 위해 조선으로 왔다. 1908년 경부에 임명되어 경기도 경찰부 고등경찰과 조사계 주임으로 근무하면서 조선인 양심수들을 체포해 악명을 떨쳤다.
양심수 사찰 업무에 두각을 나타내어 한용운, 이상재, 안창호, 박헌영, 의친왕 이강, 김두한, 나석주 등 좌, 우 성향을 막론하고 항일 성향이 있는 인물이라면 그의 손에 거치지 않는 이가 없을 정도로 조선인들 사이에서 "염라대왕"이라는 별칭으로 악명이 높았다.
그는 조선에 있으면서 조선어가 유창한 것으로 전해지는데, 실제로 조선어장려시험 갑종 1등에 합격하고 경찰관 공로 휘장(警察官功勞徽章) 수상한 경력이 있다.
1934년 충청남도 경찰부 고등과장, 1935년 원산경찰서장, 함경북도 경찰국장을 지냈으며 1940년대부터 총독부에서 활동하였다. 그의 마지막 공식자료는 1944년까지 등장하는데, 매일신보 1944년 3월 7일자에 의하면 종로총궐기위원회(鍾路總蹶起委員會) 특별위원으로 참가했다는 기록이 있다.
그의 사망 등 행적에 관련에서는 어린시절인 1920년대부터 악연을 맺었던 김두한에 의해 해방후 사망했다는 설, 해방후 일본으로 돌아가 1968년에 사망했다는 설이 있는데, 이 중 1968년 사망설에 대해서 국사편찬위원회에서 확인해 본 결과 공식자료는 1944년까지 자료가 있으며, 그 이후의 자료는 현재 대한민국은 물론 일본에서도 자료가 없는 것으로 확인되었다.
그러나 김영식의 증언에 따르면, 미와는 1968년 정초에 연하장을 당시 일본 도쿄도 거주자인 김을한(1905 ~1992)에게 보낸 사실을 소개하고 있다(연하장 내용도 실려 있다). 김을한은 조선일보 기자 시절 종로서 담당을 한 바가 있다. 연하장 내용에 따르면 미와는 1968년 당시 86세가 되었기 때문에 1968년 사망설에 제대로 힘이 실렸다. 일본인 형사 미와 와사부로가 사망하기 직전 한국독립군 사령관 백야 김좌진의 아들이(김두한) 대한민국 서울 1966년 구 국회의사당(현, 서울시의회)에서 한국인의 국회오물투척난동이 일어났다는거 남한순경에 붙잡혀 서울형무소(서대문형무소)에 복역했다. 미와 와사부로가 1968년에 사망한 이후 김두한은 서울형무소(서대문형무소)에서 석방되었으나, 1972년 백야 김좌진의 아들(김두한)은 고혈압상태불명으로 운명(사망)하였다.

## 경력
- 1920년, 지방관서 경기도 제3부 경성종로경찰서 직위 도경부보(道警部補),관등(월27),공훈7
- 1921년, 지방관서 경기도 경찰부 경성종로경찰서 직위 도경부보(道警部補),관등(월57),공훈7
- 1922년, 지방관서 경기도 경찰부 경성종로경찰서 직위 경부보(警部補),관등(월60),공훈7
- 1923년, 지방관서 경기도 경찰부 경성종로경찰서 직위 경부(警部),관등7,공훈7
- 1925년, 지방관서 경기도 경찰부 경성종로경찰서	직위 경부(警部),관등(월70),공훈7
- 1926년, 지방관서 경기도 경찰부 경성종로경찰서 직위 경부(警部),관등(월70),공훈7
- 1927년, 지방관서 경기도 경찰부 경성종로경찰서 직위 경부(警部),관등6,공훈7
- 1928년, 지방관서 경기도 경찰부 경성종로경찰서 직위 경부(警部),관등6,공훈7
- 1929년, 지방관서 경기도 경찰부 경성종로경찰서 직위 경부(警部),관등6,공훈7(욱)
- 1930년, 지방관서 경기도 경찰부 고등경찰과 직위 경부(警部),관등5,공훈7
- 1931년, 지방관서 경기도 경찰부 고등경찰과 직위 경부(警部),관등5
- 1932년, 지방관서 경기도 경찰부 고등경찰과 직위 경부(警部),관등5
- 1933년, 지방관서 경기도 경찰부 고등경찰과 직위 경부(警部),관등5
- 1934년, 지방관서 충청남도 경찰부 고등경찰과 직위 경부(警部),관등4
- 1935년, 지방관서 함경남도 경찰부 원산경찰서 직위 경시(警視),관등7등8급
- 1936년, 지방관서 함경북도 경찰부 고등경찰과 직위 경시(警視),관등7등8급
- 1937년, 지방관서 함경북도 경찰부 고등경찰과 직위 경시(警視),관등6등7급
- 1938년, 지방관서 함경북도 경찰부 고등경찰과 직위 경시(警視),관등6등7급
- 1939년, 지방관서 함경북도 경찰부 고등경찰과 직윈 경시(警視),관등6등6급
- 1940년, 조선총독부 경무국 보안과 직위 특수직 촉탁(囑託),관등(월수당210)
- 1941년, 조선총독부 경무국 보안과 직위 특수직 촉탁(囑託),관등(월수당210)

## 가족 관계
- 아버지 : 三輪利左衛門
  - 배우자 : 三輪幸子(1888년 11월생. 長崎縣, 飯東顯助의 누나. 고녀 졸업. 취미는 다도, 꽃꽂이)
    - 장남 : 三輪淸(1910년생. 東京商大 재학)
    - 차남 : 三輪務(1911년생. 善隣商業 졸업. 殖銀 근무)
    - 삼남 : 三輪拓(1913년생. 京商 졸업. 京電 사원)
    - 장녀 : 三輪桂子(1918년생. 京城第一高女 재학)
    - 사남 : 三輪了(1921년생. 京城中學 재학)
    - 차녀 : 三輪治子(1923년생)

## 인물평
조선 총독부 자료에 의하면 온후하고 독실한 사람이며, 부하들에게 인자한 아버지처럼 존경받았고 고등경찰 방면에 특히 정통해서 경찰계에서 그의 이름을 모르는 사람이 없으며, 조선의 경찰행정에 진력한 공적이 크다고 기록하고 있다.

## 미와 와사부로가 등장한 작품
- 야인시대 2002년~2003년 SBS 이재용

## 참고 문헌
- 조선인사흥신록
- 조선공로자명감
- 조선총독부시정25주년기념표창자명감